# Atiaszewo
Atiaszewo (ros. Атяшево, erzja Отяжвеле) – osiedle typu miejskiego w środkowej Rosji w Rejonie atiaszewskim w Republice Mordowii.
W 2020 r. miejscowość liczyła sobie 6063 mieszkańców.